# Leptanilla

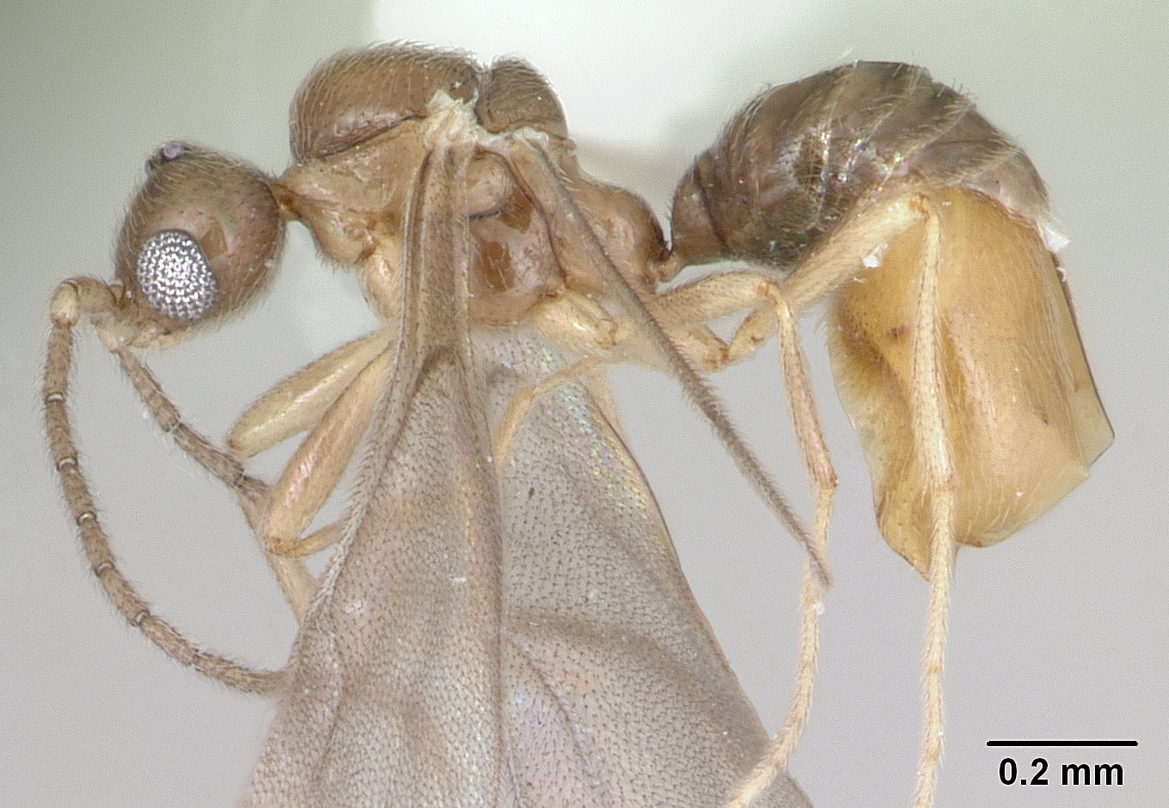
Самец Leptanilla javana (Phaulomyrma javana)

Leptanilla  (лат.) — род мелких муравьёв из подсемейства Leptanillinae (Formicidae). Около 45 видов.

## Распространение
Тропики и субтропики Старого Света: Африка, Азия, Европа, Австралия.

## Описание
Мелкие и очень редкие муравьи. Длина 1—2 мм, тело очень узкое, вытянутое. Рабочие особи слепые (сложных глаз нет), жёлто-коричневые. Усики 12-члениковые, усиковые валики и усиковая булава отсутствуют, место прикрепления антенн открытое и расположено около переднего края головы. Жвалы субтреугольные с 3-5 зубцами на жевательном крае. Стебелёк между грудкой и брюшком состоит из двух узловидных члеников (петиоль и постпетиоль). Жало развито.
Личинки были впервые описаны в 1928 году.
Самки некоторых видов могут питаться за счёт гемолимфы их собственных личинок, но в отличие от муравьёв Amblyoponinae, они не повреждают кожу личинок. Вместо этого у их личинок развит специальный орган с протоком на 4-м абдоминальном сегменте, выделяющий гемолимфу для маток. У некоторых видов развит номадный образ жизни, сходный с таковым у муравьёв-кочевников (Dorylinae). Гнездятся в земле, специализированные хищники геофиломорфных многоножек (Masuko, 1990).

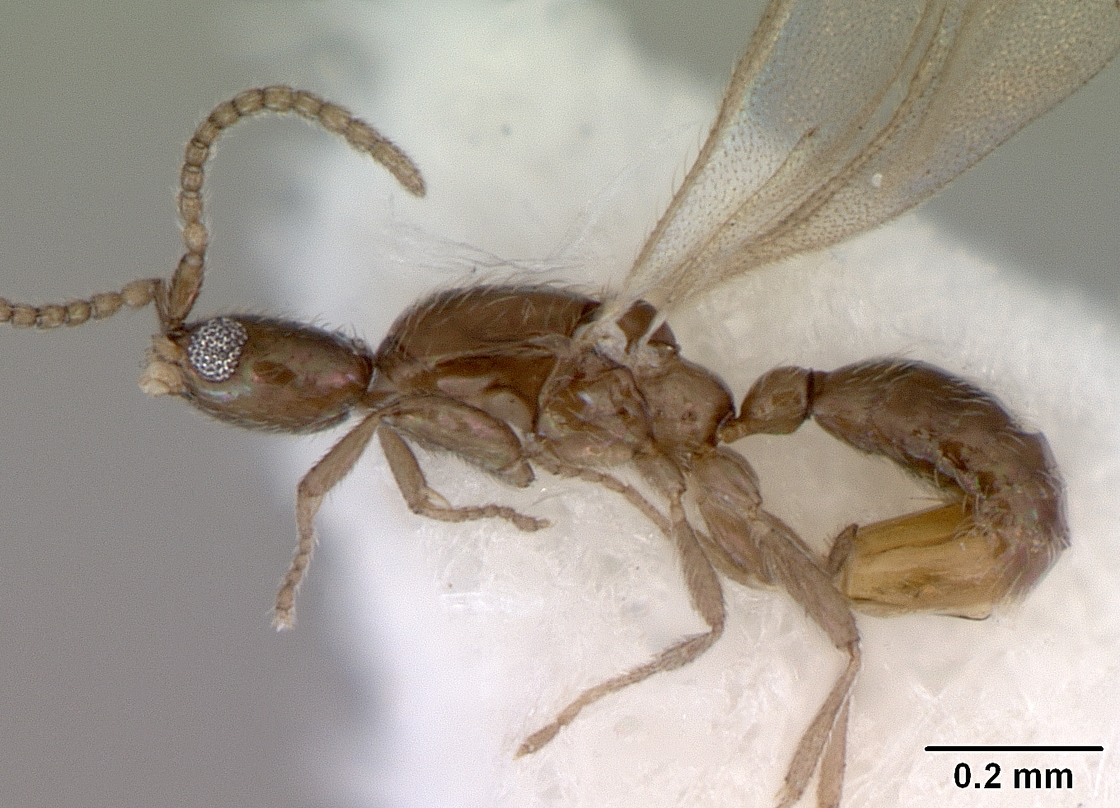
Самец Leptanilla swani
Самка и рабочий муравей Leptanilla swani

## Систематика
Около 45 современных видов. Род был впервые выделен итальянским мирмекологом Карло Эмери и включён в отдельную трибу Leptanillini Emery, 1910 (вместе с таксонами Phaulomyrma, Yavnella, известными только по самцам). Первоначально (Emery, 1870) род был включён в состав подсемейства Dorylinae [Dorylidae], а позднее (Emery, 1895) перенесён в состав Myrmicinae. В 1910 году Эмери снова включил род в состав Dorylinae, но в отдельную трибу Leptanillini, которую в 1923 году Уильям Уилер выделил в отдельное муравьиное подсемейство Leptanillinae (Wheeler, W.M. 1923)
В 2020 году Phaulomyrma G.C. Wheeler & E.W. Wheeler, 1930, описанный только по самцам с острова Ява, был синонимизирован с Leptanilla.
В 2024 году проведена ревизия подсемейства с оставлением 3 родов и установлена синонимия родовых таксонов: Leptanilla (= Scyphodon syn. nov., Phaulomyrma, Leptomesites, Noonilla syn. nov., Yavnella syn. nov.), Opamyrma и Protanilla (= Anomalomyrma syn. nov., Furcotanilla).

### Список видов
- Leptanilla acherontia Griebenow, 2024[1]
- Leptanilla africana Baroni Urbani, 1977[4]
- Leptanilla alexandri Dlussky, 1969
- Leptanilla argamani  (Kugler, J., 1987) — Израиль (=Yavnella argamani)[14]
- Leptanilla astylina Petersen, 1968[15]
- Leptanilla australis Baroni Urbani, 1977[4]
- Leptanilla belantan Griebenow, 2024[1]
- Leptanilla belantanoides Griebenow et al., 2025 — Вьетнам[16]
- Leptanilla besucheti Baroni Urbani, 1977[4]
- Leptanilla bethyloides Griebenow, 2024[1]
- Leptanilla bifurcata Kugler, 1987
- Leptanilla boltoni Baroni Urbani, 1977[4]
- Leptanilla buddhista Baroni Urbani, 1977[4]
- Leptanilla butteli Forel, 1913 — Малайский полуостров
- Leptanilla charonea Barandica, López, Martínez & Ortuño, 1994
- Leptanilla clypeata Yamane & Ito, 2001
- Leptanilla doderoi Emery, 1915 — Корсика, Сардиния
- Leptanilla escheri (Kutter, 1948)
- Leptanilla exigua Santschi, 1908 — Северная Африка
- Leptanilla havilandi Forel, 1901 — Малайский полуостров
- Leptanilla hunanensis Tang, Li & Chen, 1992
- Leptanilla hypodracos Wong & Guénard, 2016 — Сингапур[3]
- Leptanilla indica  (Kugler, J., 1987)  — Индия (=Yavnella indica)[14]
- Leptanilla islamica Baroni Urbani, 1977
- Leptanilla israelis Kugler, 1987[14]
- Leptanilla japonica Baroni Urbani, 1977[4]
- Leptanilla javana (Wheeler & Wheeler, 1930)[2]
  - = Phaulomyrma javana
- Leptanilla judaica Kugler, 1987
- Leptanilla kebunraya Yamane & Ito, 2001
- Leptanilla kubotai Baroni Urbani, 1977[4][17]
- Leptanilla kunmingensis Xu & Zhang, 2002
- Leptanilla lamellata Bharti & Kumar, 2012[18]
- Leptanilla laventa (Griebenow, Moradmand & Isaia, 2022) — Иран (=Yavnella laventa)[19]
- Leptanilla minuscula Santschi, 1907 — Северная Африка
- Leptanilla morimotoi Yasumatsu, 1960[20]
- Leptanilla najaphalla Griebenow, 2024[1]
- Leptanilla nana Santschi, 1915 — Северная Африка
- Leptanilla oceanica Baroni Urbani, 1977[4]
- Leptanilla ortunoi López, Martínez & Barandica, 1994
- Leptanilla palauensis (Smith, 1953)
- Leptanilla phthirigyna Griebenow et al., 2025 — Вьетнам[16]
- Leptanilla plutonia López, Martínez & Barandica, 1994
- Leptanilla poggii Mei, 1995
- Leptanilla revelierii Emery, 1870[9] — Корсика, Сардиния, Марокко
- Leptanilla santschii Wheeler & Wheeler, 1930 — Ява[21]
- Leptanilla sapa Yamada, 2025 — Вьетнам[16]
- Leptanilla swani Wheeler, 1932 — Австралия
- Leptanilla taiwanensis Ogata, Terayama & Masuko, 1995 — Тайвань[22]
- Leptanilla tanakai Baroni Urbani, 1977[4]
- Leptanilla tanit Santschi, 1907[23]
- Leptanilla tenuis Santschi, 1907 — Северная Африка[23]
- Leptanilla thai Baroni Urbani, 1977
- Leptanilla theryi Forel, 1903 — Северная Африка
- Leptanilla vaucheri Emery, 1899 — Северная Африка
- Leptanilla voldemort Wong & McRae, 2024 — Pilbara, Западная Австралия[24]
- Leptanilla yunnanensis Xu, 2002
- Leptanilla zaballosi Barandica, López, Martínez & Ortuño, 1994